# Filtro m-derivado
Los filtros derivados de m o filtros de tipo m son un tipo de filtro electrónico diseñado mediante el método de la imagen. Fueron inventados por Otto Zobel a principios de los años 20.Este tipo de filtro estaba destinado originalmente a la multiplexación telefónica y era una mejora del filtro de tipo k constante existente. El principal problema que se abordaba era la necesidad de lograr una mejor adaptación del filtro a las impedancias de terminación. En general, todos los filtros diseñados por el método de la imagen no consiguen una adaptación exacta, pero el filtro de tipo m supone una gran mejora con una elección adecuada del parámetro m. La sección del filtro de tipo m tiene otra ventaja, y es que hay una transición rápida desde la frecuencia de corte de la banda de paso hasta un polo de atenuación justo dentro de la banda de parada. A pesar de estas ventajas, los filtros de tipo m presentan un inconveniente: a frecuencias que sobrepasan el polo de atenuación, la respuesta empieza a subir de nuevo, y los de tipo m tienen un rechazo de banda de parada deficiente. Por este motivo, los filtros diseñados con secciones de tipo m suelen diseñarse como filtros compuestos con una mezcla de secciones de tipo k y de tipo m y diferentes valores de m en distintos puntos para obtener el rendimiento óptimo de ambos tipos.

## Antecedentes
Zobel patentó una red de adaptación de impedancias en 1920que, en esencia, utilizaba la topología de lo que ahora se denominan filtros de tipo m, 
pero Zobel no los denominó como tales ni los analizó mediante el método de la imagen. Esto fue anterior a la publicación de George Campbell de su diseño de tipo k constante en 1922, en el que se basa el filtro de tipo m.Zobel publicó la teoría de análisis de imagen de los filtros de tipo m en 1923.Los filtros de tipo M, que en su día fueron populares, y los filtros diseñados por el parámetro de imagen en general, rara vez se diseñan en la actualidad, ya que han sido sustituidos por métodos de síntesis de redes más avanzados.

## Derivación
El bloque de construcción de los filtros derivados de m, como ocurre con todos los filtros de impedancia de imagen, es la red "L", denominada semisección y compuesta por una impedancia en serie Z, y una admitancia en derivación Y. El filtro derivado de m es un derivado del filtro de k constante. El punto de partida del diseño son los valores de Z e Y derivados del prototipo de k constante y vienen dados por:
{\displaystyle k^{2}={\frac {Z}{Y}}}
donde k es la impedancia nominal del filtro, o R0. El diseñador multiplica ahora Z e Y por una constante arbitraria m (0 < m < 1). Hay dos tipos diferentes de secciones derivadas de m: en serie y en derivación. Para obtener la media sección en serie derivada de m, el diseñador determina la impedancia que debe añadirse a 1/mY para que la impedancia de imagen ZiT sea la misma que la impedancia de imagen de la sección k constante original. A partir de la fórmula general para la impedancia de imagen, se puede demostrar que la impedancia adicional necesaria es:
{\displaystyle {\frac {1-m^{2}}{m}}Z.}
Para obtener la media sección en derivación derivada de m, se añade una admitancia a 1/mZ para que la impedancia imagen ZiT sea la misma que la impedancia imagen de la media sección original. Se puede demostrar que la admitancia adicional necesaria es:
{\displaystyle {\frac {1-m^{2}}{m}}Y.}

Media sección del filtro general de la serie m

Las disposiciones generales de estos circuitos se muestran en los diagramas de la derecha junto con un ejemplo específico de una sección de paso bajo.
Una consecuencia de este diseño es que la media sección derivada de m coincidirá con una sección de tipo k sólo en un lado. Además, una sección de tipo m de un valor de m no coincidirá con otra sección de tipo m de otro valor de m excepto en los lados que ofrecen la Zidel tipo k.

### Frecuencia de funcionamiento

Media sección del filtro pasa bajos derivado de m

Para la media sección de paso bajo mostrada, la frecuencia de corte del tipo m es la misma que la del tipo k y viene dada por
{\displaystyle \omega _{c}={\frac {1}{\sqrt {LC}}}.}
El polo de atenuación se produce en;
{\displaystyle \omega _{\infty }={\frac {\omega _{c}}{\sqrt {1-m^{2}}}}.} De esto se deduce que valores más pequeños de m producirán 𝜔∞más cerca de la frecuencia de corte 𝜔𝑐 y, por tanto, tendrá un corte más agudo. A pesar de este corte, también acerca la respuesta de banda de parada no deseada del tipo m a la frecuencia de corte, lo que dificulta su filtrado con secciones posteriores. El valor de m elegido suele ser un compromiso entre estos requisitos contradictorios. También existe un límite práctico en cuanto a lo pequeño que puede hacerse m debido a la resistencia inherente de los inductores. Esto hace que el polo de atenuación sea menos profundo (es decir, deja de ser un polo realmente infinito) y que la pendiente de corte sea menos pronunciada. Este efecto se acentúa a medida que 𝜔∞ se acerca a 𝜔𝑐, y deja de haber mejora en la respuesta con un m de aproximadamente 0,2 o menos.

### Impedancia de la imagen

Impedancia de la imagen Z_{iTm} del prototipo de filtro de paso bajo en derivación derivado de m para distintos valores de m. Los valores por debajo de la frecuencia de corte sólo se muestran para mayor claridad.

Las siguientes expresiones para impedancias de imagen están todas referenciadas a la sección del prototipo de paso bajo. Están escaladas a la impedancia nominal R0 = 1, y las frecuencias en esas expresiones están todas escaladas a la frecuencia de corte ωc = 1.

#### Secciones en serie
Las impedancias imagen de la sección en serie vienen dadas por{\displaystyle Z_{iT}={\sqrt {1-\omega ^{2}}}}y es la misma que la de la constante k sección{\displaystyle Z_{i\Pi m}={\frac {1-\left(\omega /\omega _{\infty }\right)^{2}}{\sqrt {1-\omega ^{2}}}}.}

#### Secciones de derivación
Las impedancias imagen de la sección de derivación vienen dadas por
{\displaystyle Z_{i\Pi }={\frac {1}{\sqrt {1-\omega ^{2}}}}}
y es la misma que la de la constante k sección
{\displaystyle Z_{iTm}={\frac {\sqrt {1-\omega ^{2}}}{1-\left(\omega /\omega _{\infty }\right)^{2}}}}
Al igual que en la sección de tipo k, la impedancia imagen de la sección de paso bajo de tipo m es puramente real por debajo de la frecuencia de corte y puramente imaginaria por encima de ella. En el gráfico se observa que, en la banda de paso, la impedancia más próxima a una terminación de resistencia pura constante se produce aproximadamente a m = 0,6.

### Parámetros de transmisión

Función de transferencia del filtro de paso bajo derivada de m para una única semisección

Para una sección derivada de m, en general, los parámetros de transmisión para una semisección vienen dados por{\displaystyle \gamma =\sinh ^{-1}{\frac {mZ}{\sqrt {k^{2}+(1-m^{2})Z^{2}}}}}
y para n semisecciones
{\displaystyle \gamma _{n}=n\gamma \,\!}. Para el ejemplo concreto de la sección L de paso bajo, los parámetros de transmisión se resuelven de forma diferente en tres bandas de frecuencia. Para 0<𝜔<𝜔𝑐 la transmisión no tiene pérdidas:
{\displaystyle \gamma =\alpha +i\beta =0+i{\frac {1}{2}}\cos ^{-1}\left(1-{\frac {2m^{2}}{\left({\frac {\omega _{c}}{\omega }}\right)^{2}-\left({\frac {\omega _{c}}{\omega _{\infty }}}\right)^{2}}}\right)}
Para 𝜔𝑐<𝜔<𝜔∞ los parámetros de transmisión son{\displaystyle \gamma =\alpha +i\beta ={\frac {1}{2}}\cosh ^{-1}\left({\frac {2m^{2}}{\left({\frac {\omega _{c}}{\omega }}\right)^{2}-\left({\frac {\omega _{c}}{\omega _{\infty }}}\right)^{2}}}-1\right)+i{\frac {\pi }{2}}}Para 𝜔∞<𝜔<∞los parámetros de transmisión son{\displaystyle \gamma =\alpha +i\beta ={\frac {1}{2}}\cosh ^{-1}\left(1-{\frac {2m^{2}}{\left({\frac {\omega _{c}}{\omega }}\right)^{2}-\left({\frac {\omega _{c}}{\omega _{\infty }}}\right)^{2}}}\right)+i0}

### Transformaciones del prototipo
Las gráficas mostradas de impedancia de imagen, atenuación y cambio de fase son las gráficas de una sección de filtro prototipo de paso bajo. El prototipo tiene una frecuencia de corte de ωc = 1 rad/s y una impedancia nominal R0 = 1 Ω. Esto es producido por un filtro de media sección donde L = 1 henry y C = 1 farad. Este prototipo se puede escalar en impedancia y en frecuencia a los valores deseados. El prototipo pasa-bajas también puede transformarse en pasa-altas, pasa-bandas o pasa-bandas-stop mediante la aplicación de las transformaciones de frecuencia adecuadas.

## Secciones en cascada
Se pueden conectar en cascada varias semisecciones L para formar un filtro compuesto. En estas combinaciones, las impedancias semejantes deben enfrentarse siempre a las semejantes. Por lo tanto, hay dos circuitos que se pueden formar con dos semisecciones L idénticas. Cuando ZiTse enfrenta a ZiT, la sección se denomina sección Π. Cuando ZiΠ se enfrenta a ZiΠ la sección formada es una sección T. Si se añaden más semisecciones a cualquiera de ellas, se forma una red en escalera que puede empezar y terminar con elementos en serie o en derivación.
Hay que tener en cuenta que las características del filtro predichas por el método de la imagen sólo son exactas si la sección está terminada con su impedancia de imagen. Esto no suele ser cierto para las secciones de los extremos, que suelen estar terminadas con una resistencia fija. Cuanto más alejada esté la sección del extremo del filtro, más precisa será la predicción, ya que los efectos de las impedancias de terminación quedan enmascarados por las secciones intermedias. En los extremos del filtro se suelen colocar medias medias secciones con m = 0,6, ya que este valor proporciona la Zi más plana en la banda de paso y, por tanto, la mejor adaptación a una terminación resistiva.